# Norris McCleary
Norris McCleary (Shelby, 10 maggio 1977) è un ex giocatore di football americano statunitense che ha militato nel ruolo di offensive guard nella National Football League (NFL).

## Carriera
Nel Draft NFL 2000, McCleary non venne selezionato ma firmò in seguito con i Kansas City Chiefs. Nella sua stagione da rookie disputò tre partite, mentre nella successiva scese in campo dieci volte, nessuna delle quali come titolare. Chiuse la carriera nei Frankfurt Galaxy della NFL Europa nel 2002.